# بيرنيلا أوغست
بيرنيلا أوغست (بالسويدية: Pernilla August) مواليد 13 فبراير 1958 في ستوكهولم، هي ممثلة ومخرجة سويدية بدأت مسيرتها الفنية عام 1975. من أشهر أدوارها «شمي سكاي ووكر» في فيلم حرب النجوم الجزء الأول: تهديد الشبح وفيلم حرب النجوم الجزء الثاني: هجوم المستنسخين.

## وصلات خارجية
- بيرنيلا أوغست على موقع IMDb (الإنجليزية)
- بيرنيلا أوغست على موقع قاعدة بيانات الأفلام العربية
- بيرنيلا أوغست على موقع ألو سيني (الفرنسية)
- بيرنيلا أوغست على موقع تيرنر كلاسيك موفيز (الإنجليزية)
- بيرنيلا أوغست على موقع أول موفي (الإنجليزية)
- بيرنيلا أوغست على موقع قاعدة بيانات الأفلام السويدية (السويدية)
- بيرنيلا أوغست على موقع إن إن دي بي (الإنجليزية)
- بيرنيلا أوغست على موقع ديسكوغز (الإنجليزية)
- بيرنيلا أوغست على موقع قاعدة بيانات الفيلم (الإنجليزية)
- بيرنيلا أوغست على موقع كينوبويسك (الروسية)